# ポコペン
ポコペンは、
- 「取るに足らない」、「くだらない」、「だめだめ」、「だめ」などを指す日本語の俗語。中国語の単語が起源。
- 上記の言葉が転じて、子供の遊びの別名、または掛け声となった。

## 概要
ポコペンは兵隊シナ語と呼ばれている言葉の一種であり、日清戦争の時代すでに使われていた言葉である。語源は清朝時代の中国語の「不彀本」（元値に足らずの意）が有力である。森鷗外の「うた日記」の中には「不彀本（）　很貴（）と　値（）をあらそひて　さわぐ聲（）」とある (很貴は「とても高い」の意)。現代中国語では「不夠本」（búgòuběn）と表記する。
現在ではマスコミなどで差別用語として言葉の使用を自主規制している。例えば漫画『ケロロ軍曹』では、ポコペンを「地球」の意味で使っていたが、同作品のアニメ化などメディアミックスに際しては、一貫してペコポンの呼称に変更した。これは前記の自主規制が影響しているとみられている。
なお、ポコペンが差別語と認定された理由は不明であるが、一説には日華事変中に日本兵の使用した「兵隊シナ語」のなかで、中国人に対する蔑称として使われたためとされる。それによると、中国大陸に出征した日本兵が中国人を「役立たず」の意味で使っていた言葉を「ポコペン」と聞いて、「役立たず、頭が足りない」の意味で呼んだのが始まりというが、定かではない。
この差別語という説に対し、中国文学者の明木茂夫は田河水泡作「のらくろ」の中で豚勝将軍（当時の中国軍を擬した豚の将軍）の進軍せよという台詞に対し、部下が「オンヤ将軍気が狂ったか、猛犬守備隊は強いあるよ、戦争ポコペンな」と将軍を批判しており、ここでは「戦争は割りにあわない」という意味であるため、戦時中も元の意味のように「損をする、割に合わない」との意味で使われていたとして、差別語であるという見解に疑問であるとしている。

## 子供の遊びとしてのポコペン
地方によっては、屋外で行う遊びの一種「缶けり」や、それに似た遊びをポコペンと呼ぶ場合がある。なぜ子供の遊びに前述の俗語を冠するようになったかの経緯は不明であるが、実際の遊びには中国に係わるような事象は全くない。 
つまり、「ポコペン遊び」をする子供は前述のような言葉の意味や語源は知らず、たとえば1970年代であれば、当時の子供のおやつとして人気のあった不二家のミルキーキャラメルのマスコットキャラクターであるペコちゃん、ポコちゃんに関連があるかのように認識していたともいう。かこさとしの「鬼あそび」にも記述がある。

### ルールの一例
（全国統一ルールが存在するわけではなく、地域でルールが違うところもあるので、あくまでも一例である。）
1. じゃんけんなどで鬼を一人決める。
2. 鬼は木や壁に向かって目を閉じる。
3. 「ぽこぺん、ぽこぺん、だーれがつっついた、ぽこぺん」などと言いながら、鬼の背中をみんなでつつく。場合によってはつつくのではなく、殴ったり蹴ったり、カンチョーをしたりすることもある。これらは原則的につつく側の良識や、鬼とつつく人との力関係に左右される。
4. 鬼は、最後に背中をつついた人の名前をあてる。
5. みんなが「どーこまで?」と問う。
6. 鬼が数字を答える。（探す範囲を答える場合もある。その場合、その範囲しか逃げられず、鬼がかぞえる数は100などに決まっている。）
7. もし、鬼の答えた人の名前が最後に背中をつついた人と一致していれば、鬼は交代する。
8. 先程答えた数字の分だけ、鬼が数をかぞえる。その間にみんなは散り散りになって隠れる。
9. 鬼は、動き回り、他の人の体半分以上を見かけたら元居た場所に戻って「（その人の名前）ぽこぺん!」と叫んで木や壁を触る。するとその人は捕虜になる。
10. 全員を捕虜にしたら鬼の勝ちである。
11. 捕虜でない人が、鬼に「ぽこぺん」される前に最初の木や壁を触って「ぽこぺん!」と叫ぶと、捕虜が解放され、鬼が数をかぞえるところからやり直す。

- 「ぽこぺん、ぽこぺん、だーれが最初につっついたか、ぽこぺん」や「ぽこぺん、ぽこぺん、だーれがお先につっついた、ぽこぺん」など、（最後ではなく）最初につついた人を当てるところもある。
- 関東の一部では鬼が隠れた相手を見つけ所定の陣地にタッチする際「○○みつけたぽこぺん」と宣言する変則缶けりも存在する。

### ポコペン横丁

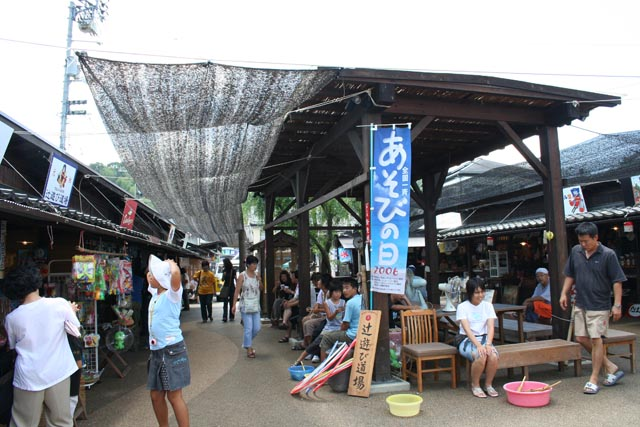
ポコペン横丁

愛媛県大洲市で町おこしの一環として昭和30年代の薬屋、交番、床屋、雑貨屋の横丁を再現したイベント会場のことをポコペン横丁と称している。主催者の大洲市によれば『お父さんやお母さんが子供の頃、「かくれんぼ」や「缶けり」のとき使っていた遊び言葉「ポコペン」』から命名したという。